# Alatheus
Alatheus (d. 387) a fost un șef de trib și general got. A luptat în timpul invaziei hunilor din 376, angajându-se în războiul împotriva Romei între 376 și 383. Este faimos datorită participării în bătălia de la Adrianopol din 378.
După moartea regelui got Vithimiris care luptă împotriva hunilor în 376, Alatheus devine, alături de Saphrax, co-regent și gardian a lui Vithericus, fiul lui Vithimiris. A participat la marea migrație a goților, traversând Dunărea și aliându-se cu goții conduși de Fritigern. După victoria de la Adrianopol, bătălie în care va cădea și împăratul roman Valens, Alatheus a continuat să jefuiască Tracia și nordul Greciei. Dar este înfrânt de generalul Theodosius și obligat să se refugieze la nordul Dunării.